# Un marito fedele
Un marito fedele (Kærlighed for voksne) è un film del 2022 diretto da Barbara Topsøe-Rothenborg, tratto dal romanzo omonimo del 2017 di Anna Ekberg.
La linea sottile che separa l'amore dall'odio si rompe e diventa mortale quando una donna scopre che il marito la tradisce. Tutti e due cercano di trovare delle soluzioni per ottenere quello che vogliono rendendosi conto che hanno preso una strada senza ritorno.

## Trama
Un detective della polizia danese racconta ad una giovane donna un caso mai risolto, secondo la sua ricostruzione. Christian è un ingegnere che, con il collega Peter, ha messo su un'impresa di successo in cui ora lavora l'intraprendente architetto Xenia, giovane e bella, della quale è diventato amante. La moglie Leonora, che si è occupata da sempre del figlio Johan, lungamente malato, ma che ora, a diciotto anni, sembra guarito, scopre la tresca e minaccia il marito. Lei è al corrente di una truffa ai danni del fisco che il marito ordì anni prima quando la coppia aveva bisogno di denaro per sostenere le cure del figlio malato. Se Christian non lascerà l'amante, Leonora è pronta a recarsi dalle autorità, prima che un'indagine scopra tutto e possa incolpare anche lei di complicità.
Christian, da un lato pressato da Xenia che lo vuole tutto per sé, dall'altro minacciato dalla moglie che ormai odia, trova una soluzione ai suoi problemi: l'omicidio di Leonora. Di sera, mentre la donna compie la sua lunga corsa quotidiana sulle strade attorno alla loro bella casa tra i boschi, l'uomo con spietatezza la investe con un furgoncino. Sistemato poi l'alibi, torna a casa piuttosto scioccato. Ma qui viene sconvolto ancora di più quando vede la moglie tornare a casa. La donna ha fatto un percorso diverso dal solito e, dunque, la donna che ha investito con ferocia è una povera malcapitata. Lui improvvisa un riavvicinamento alla moglie, rompendo dunque con Xenia, ma non si capacita di ciò che è avvenuto. Ha ucciso una madre di tre figli e i suoi problemi preesistenti rimangono.
Contattata una vecchia amica della moglie, scopre che ai tempi del liceo, Leonora fu sospettata di aver ucciso un suo ex ragazzo, morto in circostanze poco chiare, precipitando da una scogliera. Ma un alibi di ferro la scagionò. Leonora, intanto, raccoglie una serie di elementi che la inducono a pensare che il marito, volendo far fuori lei, sia l'assassino di quella povera donna investita. Convintasi della cosa, glielo dice e poi decide di lasciarlo e denunciarlo. Lui è terrorizzato ma per sua fortuna la moglie ci ripensa, offrendogli una via di uscita. Manterrà il segreto se lui ucciderà Xenia, risolvendo così alla radice il problema originario. Lei si svela una fredda assassina, capace di pianificare nei dettagli un piano che darà a loro anche un alibi inattaccabili, come fu per lei quando, in effetti, uccise il suo ex del liceo, reo di averla tradita.
Christian, sotto minaccia, fa quanto richiesto, ma quando si ripresenta da Xenia, dopo le resistenze della stessa, che aveva abbandonato, non resiste all'attrazione e, anziché ucciderla, ci fa all'amore. Leonora, che aveva previsto tutto, interviene allora in prima persona, e uccide la ragazza, della quale ora deve occultarsi il corpo, che porterebbe subito al marito, a causa del rapporto sessuale avuto prima di morire. La festa di mezza estate dà l'opportunità ai due assassini di occultare il corpo nella pira che viene bruciata su una zattera in mezzo a un laghetto. Spento il falò, basterà raccogliere i pochi resti di ossa e disperderli altrove per far sì che non resti alcuna traccia. Così Leonora avrebbe chiuso il suo piano perfetto, tenendo unita la famiglia, al di là dell'infedeltà di Christian. Il racconto di questo caso poliziesco irrisolto, serve al detective per ammonire la ragazza, sua figlia, sulle insidie del matrimonio che sta per contrarre.

## Produzione

### Riprese
Il film è stato girato tra maggio e giugno 2021 nell'isola di Fionia in Danimarca. Viene mostrato chiaramente il ponte del Piccolo Belt che collega la stessa isola allo Jutland; molte riprese riguardano il comune di Middelfart mentre le scene del falò sono state girate ad Årslev. A Copenaghen sono state girate scene di interni e brevi scene di esterni a fine produzione. 

## Distribuzione
Il film è stato distribuito sulla piattaforma Netflix il 26 agosto 2022.